# احتقان البروستاتا
احتقان البروستاتا هو حالة طبية في غدة البروستاتا تحدث عندما تتورم البروستاتا بسبب السوائل الزائدة ويمكن أن يكون سببها تضخم البروستاتا. غالبًا ما تؤدي الحالة إلى شعور الشخص المصاب باحتقان البروستاتا بالحاجة إلى التبول بشكل متكرر. ارتبط احتقان البروستاتا بمرض البروستاتا، والذي يمكن أن يتطور مع تقدم العمر. في كثير من الأحيان، ينمو حجم البروستاتا مما قد يؤدي إلى مزيد من المشاكل، مثل التهاب البروستاتا أو تضخم البروستاتا أو سرطان البروستاتا.
يُلاحظ احتقان البروستاتا بشكل شائع لدى الأفراد الذين تتراوح أعمارهم بين 20 و40 عامًا. ومع ذلك، يمكن أن يظهر في أي عمر. التهاب البروستاتا المزمن هو أحد الأسباب الرئيسية لهذه الحالة وهذا يحدث عندما يكون هناك تراكم للسوائل يمكن أن يؤدي إلى تورم البروستاتا ما قد يؤدي إلى الاحتقان. تشمل الأسباب المحتملة الأخرى لاحتقان البروستاتا تضخم البروستاتا الحميد، وسرطان البروستاتا، وتكيسات المسالك البولية، وضعف القذف.
غالبًا ما تكون الأعراض خاصة بالمريض، ويشتمل التشخيص على عمل وفحص رقمي للمستقيم. غالبًا ما يحال الأفراد إلى طبيب المسالك البولية لمزيد من الفحص.
تشمل العلاجات المحددة لاحتقان البروستاتا العلاجات الميكانيكية مثل دوالي الخصية، والعلاجات طفيفة التدخل، والعلاجات البديلة مثل تدليك البروستاتا بانتظام، الوخز بالإبر جنبًا إلى جنب مع الطب الصيني التقليدي، والمكملات الغذائية، والتمارين الرياضية، والعلاجات الأخرى مثل الحمامات الدافئة، والعلاج الموضعي باستخدام ضمادات التدفئة، والعلاج الطبيعي. كما يستخدم شكل بديل من الأدوية يسمى الأيورفيدا للعلاج. يوصى بالاستشارة الطبية قبل تجربة هذه العلاجات.

## الأسباب المحتملة لاحتقان البروستاتا
- تضخم البروستاتا الحميد (BPH) - ترتبط الأوردة الخصوية والبروستاتية. وفقًا لقوانين برنولي وباسكال، فإن السائل المتدفق عبر الأعمدة المتصلة له نفس الضغط. يتسبب تضخم البروستاتا الحميد في تدمير الأوردة المنوية، وبالتالي زيادة الضغط الهيدروستاتيكي في هذه الأعمدة. يرتفع الضغط في الخصيتين أيضًا، ما يؤدي إلى تدرج الضغط. نتيجة لذلك، يحول هرمون التستوستيرون الحر من الخصيتين إلى البروستاتا، ما يتسبب في احتقانها.
- التهاب البروستاتا المزمن (التهاب البروستاتا بسبب العدوى) - يمكن أن تؤدي عدوى البروستاتا إلى تراكم السوائل بسبب آلية الدفاع الطبيعي للجسم مما يؤدي إلى حدوث التهاب. إلى جانب زيادة إفراز السوائل، قد يصبح السائل سميكًا أيضًا بسبب العدوى النشطة التي قد يصعب إطلاقها في مجرى البول أثناء القذف.[12]
- الإفراط في تناول المشروبات الكحولية - على الرغم من أن الآلية الدقيقة غير معروفة، فإن الكحول يدمر أنسجة البروستاتا تمامًا كما يضر بالجهاز العصبي والأعضاء الأخرى. في دراسة أجريت على فئران مقسمة إلى 4 مجموعات (جرذان عادية، جرذان شربت الإيثانول، فئران التهاب البروستات غير الجرثومي المزمن، شرب الإيثانول لفئران التهاب البروستاتا المزمنة غير الجرثومية)، لغدد البروستاتا. أظهر شرب الإيثانول المزمن للفئران المصابة بالتهاب البروستاتا غير الجرثومي احتقان البروستاتا بشكل أكبر مقارنة بالمجموعات الأخرى.[13]
- سرطان البروستاتا - سرطان يتشكل في أنسجة البروستاتا ويحدث عادةً عند كبار السن. البروستاتا هي غدة توجد تحت المستقيم وتحت المثانة في الجهاز التناسلي الذكري. أجريت خمس تجارب معشاة ذات شواهد لتحديد ما إذا كان فحص سرطان البروستاتا يقلل من الوفيات المرتبطة بسرطان البروستاتا حيث تم تضمين 341,342 مشاركًا ضمن النطاق العمري من 45-80 عامًا في الدراسة. كانت نتائج الدراسة غير ذات دلالة إحصائية بين مجموعة الفحص والمجموعة الضابطة في جميع أسباب الوفيات من سرطان البروستاتا. كانت نتائج الدراسة مهمة في عدد الرجال الذين شخصت إصابتهم بتقدم البروستاتا بين مجموعة الفحص والمجموعة الضابطة. لم تقدم نتائج الدراسة أدلة كافية على نوعية الحياة لدى الأفراد المصابين بسرطان البروستاتا، بما في ذلك أعراض المسالك البولية واحتقان البروستاتا.[14]
- كيسات المسالك البولية - حالة حميدة في المثانة البولية يحدث فيها تغير في تكوين الأكياس المصاحبة للغشاء المخاطي في المثانة. عادة ما يكون هذا التغيير تغييرًا تفاعليًا التهابيًا.
- ندرة القذف - يمكن أن يساهم انخفاض وتيرة القذف في تراكم الإفرازات داخل غدة البروستاتا. نتيجة لذلك، قد تبدو البروستاتا أكبر حجمًا ومؤلمة وملتهبة، بالإضافة إلى اضطرابات المسالك البولية المحتملة.[15]

هناك معلومات محدودة متاحة عن احتقان البروستاتا، حيث ارتبط بشكل شائع كأثر جانبي أو مضاعفات لحالات أخرى، مثل التهاب البروستاتا المزمن. نتيجة لذلك، هناك عوامل نمطية قادرة على التأثير على أعراض مثل هذه الحالات بسبب علاقتها باحتقان البروستاتا. في مسح وبائي على الصعيد الوطني في الصين، وجد أن الزيادة في استهلاك الكحول كانت مرتبطة بزيادة في أعراض الانزعاج أو الألم من التهاب البروستاتا المزمن. كان هذا بسبب فهم أن الكحول المتداول يمكن أن يؤدي إلى تفاقم احتقان البروستاتا، مما يساهم في مثل هذه الأعراض. تعد البروستاتا حساسة للكحول، وبالتالي فإن استهلاك الكحول يمكن أن يزيد من حدة الاحتقان. وذلك لأن الأسيتالديهيد، وهو أحد منتجات تفكك الإيثانول، يمكن أن يؤدي إلى توسع الأوعية وبالتالي احتقان البروستاتا ويسبب الالتهاب.

## العلامات والأعراض

### اعراض شائعة
تختلف الأعراض حسب سبب احتقان البروستاتا.
- آلام أسفل الظهر أو الفخذ أو البطن
- ألم أو انزعاج حول القضيب أو الخصيتين
- تورم أو تضخم البروستاتا
- صعوبة التبول
- كثرة التبول أو التبول الليلي
- عسر التبول - ألم أثناء التبول
- خفقان البروستاتا
- غدة البروستاتا الرقيقة

بالإضافة إلى هذه الأعراض، يمكن أن يكون التهاب البروستاتا من مضاعفات احتقان البروستاتا المتكرر. في الحالات التي ينخرط فيها الفرد في الحد الأدنى من الأنشطة الجنسية ما يؤدي إلى انخفاض وتيرة القذف، يمكن أن يكون هناك تراكم للإفراز يؤدي إلى احتقان البروستاتا. هذا يمكن أن يسد قنوات البروستات، مما يزيد في النهاية من خطر إصابة الشخص بالتهاب البروستات.

### أعراض خطيرة
إذا كان الفرد يعاني من الأعراض التالية، فمن المستحسن بشدة التماس العناية الطبية من أجل التشخيص المناسب.
- حمى مصحوبة بصعوبة التبول
- فقدان القدرة على التبول
- ألم حاد
- وجود دم في البول

## التشخيص
يعد الفحص الشامل عاملًا مهمًا للتشخيص حيث يمكن أن تختلف الأعراض باختلاف المريض. أحد الاختبارات المجراة هو فحص المستقيم الرقمي لفحص البروستاتا. قد يحيل الطبيب الفرد إلى طبيب آخر متخصص في أمراض المسالك البولية، المعروف أيضًا باسم طبيب المسالك البولية. قد يقوم طبيب المسالك البولية بإجراء اختبارات إضافية مثل اختبار الدم لمستضد البروستاتا النوعي (PSA) أو اختبار ضغط المثانة. يمكن أيضًا إجراء اختبارات التصوير مثل الموجات فوق الصوتية عبر المستقيم والتصوير بالرنين المغناطيسي (MRI). على الرغم من أن التهاب البروستاتا لا يزيد من خطر الإصابة بسرطان البروستاتا، إلا أنه يمكن إجراء خزعة من البروستاتا.